# Riedengraben (Main)
Der Riedengraben ist ein gut zwei Kilometer langer rechter und nördlicher Zufluss des Mains im unterfränkischen Landkreis Haßberge.

## Geographie

### Verlauf
Der Riedengraben entspringt im Südlichen Hesselbacher Waldland auf einer Höhe von etwa 287 m ü. NHN knapp einen Kilometer nördlich des zur Gemeinde Theres gehörenden Ortsteiles Obertheres nordöstlich vom Steinberg am südlichen Rande eines Laubwaldes.
Er fließt zunächst etwa hundertfünfzig Meter in südöstlicher Richtung am Waldesrand entlang, kreuzt dann einen Feldweg und wechselt danach seine Laufrichtung nach Süden. Er läuft nun erst südwärts, dann mehr südsüdostwärts durch die Felder des Heiligengrabens, begleitet von dem Feldwege. Gut einen halben Kilometer bachabwärts unterquert er die von dem  Ortsteil der Gemeinde Theres Buch nach Obertheres führende HAS 4 und zieht dann in einer landwirtschaftlich geprägten Zone südwärts erst durch die Flur Sauleithe und dann durch die namensgebende Flur Riedengraben.
Er erreicht nun den Nordwestrand von Obertheres und fließt am Westrand des Ortes entlang, parallel zur Seestraße. Kurz vor der Klosterstraße verschwindet der Bach in den Untergrund aus dem er erst nach der Querung der B 26 wieder auftaucht.
Er kreuzt dann noch die Gleisanlagen der Bahnstrecke Bamberg–Rottendorf und mündet schließlich, gut sechshundert Meter oberhalb der Mainbrücke der von der Bundesstraße abzweigenden St 2426, bei ungefähr Mainkilometer 350 und in der Flur Unter Wern am Südwestrand von Obertheres auf einer Höhe von 216 m ü. NHN von rechts und Norden in den Main.